# Saint-Gratien (Somme)
Saint-Gratien è un comune francese di 368 abitanti situato nel dipartimento della Somme nella regione dell'Alta Francia.

## Società

### Evoluzione demografica
Abitanti censiti